# Streetwear
Streetwear, v doslovném překladu „pouliční oblečení“ je osobitý styl oblékání, který má svůj původ v subkultuře basketbalistů, surfařů a skejťáků, která se dále rozrostla o prvky hip hop módy, japonské street módy a takzvané haute couture (pojem označující oblečení šité na míru a vyrobené v Paříži).
Streetwear je spjatý s tzv. hypebeast a sneakerhead komunitou či kulturou. Jde o lidi, kteří si i za nemalé peníze kupují oblečení od známých streetwearových i jiných značek a také se o streetwear zajímají a sledují jeho dění a nejnovější trendy. Sneakerheadi dostali název podle jejich záliby a zájmu o boty či tzv. sneakers.
Boty a sneakers jsou se streetwear komunitou hodně spjaty.

## Obecné
Tento styl se však neustále vyvíjí, protože je založen na současné populární kultuře a na současném dění „na ulici“.To je důvod proč je tak problematické jej přesně definovat. Přesto existují jisté obecné znaky, podle nichž můžeme streetwear identifikovat. Základním znakem je, že se jedná hlavně o oblečení ležérní, pohodlné, jako je tričko, džíny, tenisky a kšiltovka. Dále se dají snadno identifikovat podle velkých potisků, které obsahují logo, nebo jméno značky umístěných někde na oblečení, či doplňcích. Ačkoliv je to oblečení stvořené pro každodenní nošení, najdou se i tací, kteří se jej nechtějí vzdát vůbec nikdy. Některé celebrity jako Kanye West, nebo Pharrell Williams, jsou schopni si jej vzít i na červený koberec.

## Původ
Obecně se bere za původ hnutí americké město Los Angeles na přelomu 70. a 80. let dvacátého století. Shawn Stussy, tamní designer surfů, začal vyrábět potištěná trička, na která umístil stejnou značku, kterou označoval i svá surfařská prkna. Když se svým nápadem začínal, nabízel svá trička na kapotě svého vozu. Později, když si jeho nabídka získala svou oblibu mezi lidmi, začal je dodávat i do butiků. Tímto upevnil podstatu definice „streetwear“ jako rozmanitého životního stylu založeného na značce trička a iluzi pocitu její exkluzivity. Ta bývá podpořena limitovanou nebo sběratelskou edicí kusů jako jsou malosériově vyráběné tenisky od předních producentů sportovního oblečení. Mnoho lidí také zastává názor, že streetwearové oblečení se objevilo jako reakce na masově vyráběné oblečení z obchoďáku.

## Historie[2]
Na počátku se streetwearové značky nechaly esteticky inspirovat od punkového stylu „udělej si sám“ a pozdější hip hop kulturou. Známé značky jako Adidas a Kangol se vytvořily a připojily k začínající hip hop kultuře v 80. letech. Značka Nike ovládla svými teniskami ulice na přelomu 80. a 90. let, když se jim povedlo na svou stranu od konkurenční společnosti Adidas, přetáhnout začínající basketbalovou hvězdu Michaela Jordana. Ostatní značky, mezi které patří Champion, Carhartt a Timberland jsou úzce propojené s hip hop scénou, jako jsou Wu-Tang Clan a Gang Starr. Od poloviny do konce 90. let měl velký vliv na streetwearový styl americký profesionální sport. Kluby jako jsou notoricky známí Chicago Bulls, přinesly do ulic své klubové kšiltovky a bundy. S příchodem tzv. „bling“ hip hop kultury, která odkazuje na okázalé a propracované šperky a doplňky, jsme mohli sledovat vzrůst popularity luxusních značek, jako jsou Gucci, nebo Fendi, a to jen díky tomu, že se objevovaly v hip hopových videích. V pozdních 90. létech si streetwearové značky zašly pro inspiraci do Japonska. Japonské značky vzaly své oblečení na úplně novou úroveň. Do „směsi“ přidali pop kulturní vlivy, jako jsou hračky, hry, anime a mnohé další. Po roce 2000 začal být významným činitelem internet a komunikace. Existence internetu umožnila všem, kdo měli zájem projevit svou kreativitu, vytvořit si svůj styl, nebo jen vyjádřit svůj názor. A jak se ukázalo, takových bylo mnoho.
V současnosti existuje již v podstatě nekonečná řada značek, které se hlásí ke streetwear kultuře a neustále přibývají další. Mezi nejznámější značky patří například Supreme, A Bathing Ape (zkráceně BAPE), Palace, Thrasher, 10 Deep, Black Scale, HUF, AMMO, Versace, Stussy, Anti Social Social Club, Hood By Air, North Face, Billionare Boys Club, Vans. Jako zastupitele českých značek můžeme uvést Girls Without Clothes, Life Is Porno, Pattern, My dear a další.